# Теодорувка (Мазовецьке воєводство)
Теодорувка (пол. Teodorówka) — село в Польщі, у гміні Пневи Груєцького повіту Мазовецького воєводства.
Населення — 87 осіб (2011).
У 1975-1998 роках село належало до Радомського воєводства.

## Демографія
Демографічна структура станом на 31 березня 2011 року:
|          | Загалом | Допрацездатний вік | Працездатний вік | Постпрацездатний вік |
| -------- | ------- | ------------------ | ---------------- | -------------------- |
| Чоловіки | 45      | 8                  | 33               | 4                    |
| Жінки    | 42      | 9                  | 19               | 14                   |
| Разом    | 87      | 17                 | 52               | 18                   |